# Bothynoderes
Bothynoderes är ett släkte av skalbaggar. Bothynoderes ingår i familjen vivlar.

## Dottertaxa tillBothynoderes, i alfabetisk ordning[1]
- Bothynoderes albicans
- Bothynoderes albidus
- Bothynoderes anxius
- Bothynoderes brevirostris
- Bothynoderes carinicollis
- Bothynoderes carinirostris
- Bothynoderes cinereus
- Bothynoderes conicirostris
- Bothynoderes crassiusculus
- Bothynoderes cylindricus
- Bothynoderes declivis
- Bothynoderes fatuus
- Bothynoderes foveocollis
- Bothynoderes halophilus
- Bothynoderes lugens
- Bothynoderes macilentus
- Bothynoderes mendicus
- Bothynoderes mimosae
- Bothynoderes nigrivittis
- Bothynoderes nubeculosus
- Bothynoderes punctiventris
- Bothynoderes rufotibialis
- Bothynoderes sculpticollis
- Bothynoderes signaticollis
- Bothynoderes sparsus
- Bothynoderes strabus
- Bothynoderes suillus
- Bothynoderes surdus
- Bothynoderes tenebrosus
- Bothynoderes verrucosus
- Bothynoderes vexatus
- Bothynoderes virgatus